# Gehlenia bruno
Gehlenia bruno är en fjärilsart som beskrevs av Felix Bryk 1944. Gehlenia bruno ingår i släktet Gehlenia och familjen svärmare. Inga underarter finns listade i Catalogue of Life.